# Seitentriebe
Seitentriebe (internationaler Titel Monogamish) ist eine Fernsehserie des Schweizer Fernsehens mit 16 Episoden in 2 Staffeln.

## Handlung
Seitentriebe handelt von drei Paaren, die an unterschiedlichen Punkten in ihren Beziehungen angelangt sind: Nele und Gianni, seit zehn Jahren zusammen, seit über zwei Jahren keinen Sex mehr, wollen aus ihrem eingefahrenen Schema ausbrechen. Sie landen beim Paartherapeuten und mit fremden Partnern im Bett. Gianni möchte Kinder, Nele ist überfordert damit. Monika und Heinz, verheiratet, zwei Kinder, sie träumt von neuen Sexpraktiken, er von Kutteln. Clara und Anton, in einer Langzeitbeziehung, die trotz ihres Alters noch spannend ist. Aber Clara will mehr Sex, vor allem mit jüngeren Partnern.

## Episoden
| St. | Folgen | Premiere      | Finale        |
| --- | ------ | ------------- | ------------- |
| 1   | 8      | 26. Feb. 2018 | 19. März 2018 |
| 2   | 8      | 28. Okt. 2019 | 11. Nov. 2019 |

### Staffel 1
| Nr. (ges.) | Nr. (St.) | Originaltitel | Erstausstrahlung CH | Regie         | Drehbuch  |
| ---------- | --------- | ------------- | ------------------- | ------------- | --------- |
| 1          | 1         | Folge 1       | 26. Feb. 2018       | Markus Welter | Güzin Kar |
| 2          | 2         | Folge 2       | 26. Feb. 2018       | Markus Welter | Güzin Kar |
| 3          | 3         | Folge 3       | 5. März 2018        | Güzin Kar     | Güzin Kar |
| 4          | 4         | Folge 4       | 5. März 2018        | Markus Welter | Güzin Kar |
| 5          | 5         | Folge 5       | 12. März 2018       | Markus Welter | Güzin Kar |
| 6          | 6         | Folge 6       | 12. März 2018       | Markus Welter | Güzin Kar |
| 7          | 7         | Folge 7       | 19. März 2018       | Güzin Kar     | Güzin Kar |
| 8          | 8         | Folge 8       | 19. März 2018       | Markus Welter | Güzin Kar |

### Staffel 2
| Nr. (ges.) | Nr. (St.) | Originaltitel | Erstausstrahlung CH | Regie                  | Drehbuch  |
| ---------- | --------- | ------------- | ------------------- | ---------------------- | --------- |
| 9          | 1         | Folge 1       | 28. Okt. 2019       | Güzin Kar, Cosima Frei | Güzin Kar |
| 10         | 2         | Folge 2       | 28. Okt. 2019       | Güzin Kar, Cosima Frei | Güzin Kar |
| 11         | 3         | Folge 3       | 28. Okt. 2019       | Güzin Kar, Cosima Frei | Güzin Kar |
| 12         | 4         | Folge 4       | 4. Nov. 2019        | Güzin Kar, Cosima Frei | Güzin Kar |
| 13         | 5         | Folge 5       | 4. Nov. 2019        | Güzin Kar, Cosima Frei | Güzin Kar |
| 14         | 6         | Folge 6       | 4. Nov. 2019        | Güzin Kar, Cosima Frei | Güzin Kar |
| 15         | 7         | Folge 7       | 11. Nov. 2019       | Güzin Kar, Cosima Frei | Güzin Kar |
| 16         | 8         | Folge 8       | 11. Nov. 2019       | Güzin Kar, Cosima Frei | Güzin Kar |

## Entstehung & Veröffentlichung
Die acht Episoden der 1. Staffel wurden vom 11. März bis zum 5. Mai 2017 gedreht. Die Drehorte lagen im Zürcher Ober- und Unterland, Volketswil, Sauriermuseum Aathal und Oberglatt. Seitentriebe ist eine Co-Produktion von SRF und Langfilm. Die zweite Staffel wird erneut im Zürcher Ober- und Unterland gedreht. Die Produktion, in welcher neue Charaktere auftreten werden, dauert vom 24. September bis zum 19. November 2018.
Die Rechte der Serie konnten unter dem Titel 'Monogamish' an den Streaming-Dienst SundanceTV (für Lateinamerika) sowie an den Streaming-Dienst First Look Media (für USA & Kanada) verkauft werden. Am 10. Januar 2020 wurde bekannt, dass SRF auf eine dritte Staffel verzichtet, weil die Quoten der zweiten Staffel unter den Erwartungen lag.

## Rezeption
„Frisch, frech, unverkrampft: Der Auftakt zu «Seitentriebe» ist vielversprechend – und zeigt mehr Mut, als man sich sonst auf SRF zur Prime Time gewohnt ist.“

„Ein paar Paare haben nicht nur seltsame Berufe (Material-Tester, Häppchen-Anbieterin), sondern auch viele sexuell motivierte Probleme. Das ist zugleich komisch und tragisch und erinnert an nichts, was bisher in der Schweiz schon geschaffen wurde, sondern ganz erfrischend an Lena Dunhams «Girls» und die Komödien von Judd Apatow.“

„Die Brüste der Hauptdarstellerin Bommer bekommen für SRF-Verhältnisse zwar skandalös viel Sendezeit – anrüchig ist an dieser Serie dennoch nichts. Drehbuchautorin und Regisseurin Güzin Kar hat es geschafft, das Sexualverhalten Schweizer Langzeitpaare liebevoll, witzig und authentisch darzustellen. Ohne in lustlose Klischees zu verfallen – allein dafür gebührt ihr Lob und Preis.“

Die Serie wurde am 7. September 2018 im Rahmen des European Script Awards mit dem ersten Preis in der Kategorie Innovativstes Drehbuch einer Newcomer-Serie ausgezeichnet. An der von der Europäischen Rundfunkunion und der European Alliance for Television and Culture (EATC) veranstalteten Preisverleihung werden in Helsinki jährlich die originellsten Serien- und Filmdrehbücher Europas ausgezeichnet.